# Державний суверенітет
Держа́вний сувереніте́т — верховенство держави на своїй території і незалежність у міжнародних відносинах. Верховенство держави означає дію в межах її території тільки однієї публічної влади, яка визначає повноваження усіх державних органів і посадових осіб, а також підлеглість цій владі всього населення території. Незалежність держави в міжнародних відносинах — це її непідпорядкованість будь-якій зовнішній владі, владі інших держав.

## Історія поняття
Концептуальне оформлення ідеї державного суверенітету пов'язується з епохою пізнього Середньовіччя. У цей період отримала свій розвиток ідея про необхідність політичного об'єднання феодально-роздробленої держави. Державний інтерес проголошувався як найвищий політичний інтерес і фокусувався на фігурі одноосібного верховного володаря — правителя.
Суверенітет як суто державне панування виокремив Ж. Боден. Він виступав проти множинності панування у всіх його формах. Уся державна влада мала концентруватися в суверені; якщо вона розділялася, то правитель переставав бути сувереном.
Наукове поняття суверенітету породила еволюція державності Нового і Новітнього часу. Вона й позначилася на розвитку цього поняття, що, за М. Оріу, проходить три якісно відмінних етапи:
1. первісно суверенітет асоціюється суто з особою абсолютного монарха, наділеного найвищою і неподільною владою, наданою Богом;
2. на другому етапі суверенітет відокремлюється від особи монарха і переходить до держави чи нації, що призводить до їх персоніфікації
3. на третьому етапі суверенітет стає одним з найважливіших атрибутів держави, перетворюючись на «суверенну волю персоніфікованої держави».

У сучасній державознавчій науці загальновизнано, що державі як суверенній організації влади в суспільстві властиві такі якості, як верховенство, публічність і єдність.

### Вестфальська модель суверенітету
Зазначена модель існує в рамках т. зв. Вестфальської системи, започаткованої Вестфальським миром, підписаним у 1648 році, в якому головні на той час європейські країни (Священна Римська імперія, Іспанія, Франція, Швеція і Голландська республіка) погодилися дотримуватися принципу територіальної цілісності держав.
У рамках цієї моделі суверенітет розглядається як універсальна цінність, навіть як самоцінність, автономний моральний принцип: держава є суверенною лише на тій підставі, що вона є державою.
Виділяють декілька її ключових принципів:
- Принцип суверенітету держав і основоположне право визначення політичного самоврядування.
- Принцип правової рівності між державами
- Принцип невтручання однієї держави у внутрішні справи іншої держави. Доктрина невтручання є одним із фундаментальних елементів

Вестфальської системи і одночасно юридичним проявом концепції вестфальського суверенітету. Держава, суверенітет якої визнається іншими, входить в коло суверенних держав і отримує свого роду імунітет проти втручання. Внутрішній суверенітет, таким чином, залишається недоторканим.
Ця доктрина отримала закріплення в міжнародному праві одночасно зі створенням Організації Об'єднаних Націй. Статут ООН (п. 7 ст. 2)1 захищає, охороняє суверенітет держав. Його підтверджує Декларація щодо неприпустимості втручання у внутрішні справи держав, про захист їх незалежності та суверенітету, ухвалена 21.12.1965 Резолюцією 2131 (XX) на 20-й сесії Генеральної Асамблеї ООН. Принцип невтручання у внутрішні справи держав є одним із головних у міжнародному праві. Вестфальська система досягла свого піку наприкінці 19 століття та відіграє важливу роль у сучасній теорії міжнародних відносин.
Активними прихильниками «вестфальського» суверенітету традиційно є слабкі або такі, що розвиваються країни, що вбачають у ньому гарантію невтручання в їхні справи, навіть якщо внутрішньополітичні процеси в цих державах викликають незгоду і обурення інших країн, міжнародної спільноти. У цьому сенсі держави відводять суверенітету по суті роль правового прикриття, яке захищає їх від втручання в їхні внутрішні справи інших суб'єктів міжнародного права, у тому числі з причин гуманітарного характеру.

## Загальна характеристика
Відрізняють дві сторони державного суверенітету (Ж.Боден).
Внутрішню: виражає верховенство і повноту державної влади відносно до усіх інших організацій у політичній системі суспільства, її монопольне право на законодавство, управління і юрисдикцію усередині країни в межах усієї державної території. Внутрішній суверенітет називають ще законодавчим суверенітетом, оскільки він припускає право законодавчої влади видавати закони.
Зовнішню: виражає незалежність і рівноправність держави як суб'єкта міжнародного права у взаємовідносинах з іншими державами, недопустимість втручання у внутрішньодержавні справи ззовні.
У Декларації про державний суверенітет України від 16 липня 1990 р. зазначені такі ознаки державного суверенітету України:
1) верховенство (інакше: прерогатива влади) — відсутність іншої вищої суспільної влади на території країни: державна влада може скасувати, визнати недійсним будь-який прояв усякої іншої суспільної влади;
2) самостійність — можливість самостійно ухвалювати рішення усередині країни та ззовні за дотримання норм національного та міжнародного права;
3) повнота (інакше: універсальність) — поширення державної влади на всі сфери державного життя, на все населення і громадські організації країни;
4) неподільність влади держави в межах її території — одноособовість влади в цілому і лише функціональний її поділ на гілки влади: законодавчу, виконавчу, судову; безпосереднє здійснення владних велінь по їх каналах;
5) незалежність у зовнішніх відносинах — можливість самостійно ухвалювати рішення ззовні країни за дотримання норм міжнародного права і поважання суверенітету інших країн;
6) рівноправність у зовнішніх відносинах — наявність у міжнародних відносинах таких прав і обов'язків, як й у інших країн.
До зазначених ознак суверенітету слід додати:
7) невідчужуваність — означає, що держава не може передавати свою владу будь-кому.

## Суверенітет у сучасному міжнародному праві
Підсумок розвитку ідеї державного суверенітету відображений у принципах сучасного міжнародного права:
• Принцип суверенної рівності держав, що охоплює низку елементів: а) держави юридично рівні;
б) кожна держава користується правами, притаманними повному суверенітету;
в) кожна держава зобов'язана поважати правосуб'єктність інших держав;
г) територіальна цілісність і політична незалежність держав недоторканні;
д) кожна держава має право вільно обирати і розвивати свої політичні, соціальні, економічні і культурні системи;
е) кожна держава зобов'язана виконувати повністю і сумлінно свої міжнародні зобов'язання і жити в мирі з іншими державами;
• Принцип невтручання у внутрішні справи тісно пов'язаний з наявністю суверенітету і ґрунтується на одному з його елементів: незалежності держави при здійсненні її внутрішніх функцій. Наявність суверенітету у держави означає свободу держави чинити так, як вона вважає за необхідне і дотримуватися при цьому норм міжнародного права і національного законодавства. Обов'язки держави в рамках цього принципу полягають у невтручанні у внутрішні справи іншої держави;
• Принцип територіальної рівності цілісності держав захищає право держави на цілісність і недоторканість її території, є найважливішим засобом забезпечення суверенітету держави;
• Принцип непорушності державних кодонів регламентує відносини держав з приводу встановлення і охорони кордону. Пов'язаний з принципом недоторканості державного кордону, який існував з давніх часів;
• Принцип добросовісного виконання міжнародних зобов'язань, на якому тримається весь міжнародний правопорядок;
• Принцип заборони застосування сили чи погрози силою в якому закріплюються обов'язки держав не застосовувати одна проти іншої збройні сили;
• Принцип поваги прав і основних свобод людини, що містить в собі їх перелік. Під час здійснення своїх прав людина повинна поважати права держав та інших соціальних утворень. У міжнародному і соціальному праві існує можливість обмеження прав людини, але тільки в інтересах загального блага в демократичному суспільстві;
• Принцип рівноправності і самовизнання народів та націй існує для регулювання відносин держав у сфері розвитку цивілізацій у цілому і безконфліктному існуванні етносів, що перебувають на різних стадіях розвитку.
У результаті глобалізації та розвитку наддержавних міжнародних організацій поступово змінюється і роль держав. З'являються певні розбіжності між політичним, економічним та юридичним розумінням суверенітету в сферах, які зачепила регіоналізація та глобалізація.
Державам як первинним суб'єктам міжнародного права доводиться ухвалювати рішення виходячи з необхідності враховувати не лише внутрішньодержавні політико-правові аспекти та обмеження, обумовленні прагненням зберегти свою легітимність, а й міжнародні реалії світового співтовариства, що дедалі більше інтегрується.
У наші дні суверенітет держав може обмежуватися прийнятими ними на себе зобов'язаннями або делегуватися в певних рамках міжнародним організаціям на основі добровільно підписаних і ратифікованих національними парламентами договорів.
Існування нових форм політичної самоорганізації та організації держав призводить до переосмислення, уточнення значення поняття суверенітету. При цьому незмінною лишається теза, що суверенітет може бути реальним для всіх держав лише в умовах міжнародного правопорядку. Зміцнення цього правопорядку, прогнозований його розвиток веде до підвищення реальності прав держав, особливо середніх і малих, які в минулому досить часто ставали жертвами могутніших країн.

## Реалізація державного суверенітету в умовах членства в Європейському союзі
Поява ЄС, утворення зі складним, особливим статусом, актуалізувало дискусії довкола сучасного розуміння поняття державного суверенітету та характеристики суверенності цієї організації та її учасників.
Для з'ясування відповіді на питання, кому належить суверенітет в Європейському Союзі, становлять інтерес розробки авторів теорії «участі» (Борель, Ле Фюр), які намагалися віднайти компроміс між «сепаратистською» і «унітарною» теоріями. Вказані автори, як і «унітаристи», вважали недопустимим визнавати суб'єктів федерації носіями державного суверенітету. Як компроміс вони пропонували визнати за ними право на участь у формуванні та реалізації державного суверенітету.
На сучасному етапі розвитку ці ідеї також є популярними, хоча й отримують іншу назву. Так, Ґлен Морґан зазначає, що «…у постсувереністському проєкті метою інтеграції є не загальноєвропейська федерація, а нова складна політична спільнота, що розпорошує політичну владу між різними рівнями влади (регіональним, національним, загальноєвропейським) залежно від питання, яке необхідно вирішити».
Стосовно Європейського Союзу також говорять, що його наднаціональні інститути спільно з національними урядами беруть участь у реалізації державного суверенітету. Однак, стосовно як федеративної держави, так і ЄС йдеться не про спільне формування на здійснення державного суверенітету, а лише про участь у здійсненні державної влади — у першому випадку і про участь інститутів Союзу у реалізації окремих суверенних прав держав-членів — у другому. Щоправда, стосовно Європейського Союзу ситуація є набагато складнішою.
Важливою характеристикою європейської інтеграції на всіх етапах розвиток Союзу слід визначати наявність стійкості тенденції до поступового набуття ним дедалі більше ознак наддержавного утворення внаслідок послідовного самообмеження держав-членів ЄС в обсязі здійснюваних суверенних прав та делегування права їх реалізації на наднаціональний рівень.
Для сучасного етапу європейського державно-правового розвитку характерно:
- збереження державами-членами за собою статусу суверенної держави в його конституційно-правовому і міжнародно-правовому сенсі, а також самостійна реалізація низки суверенних прав, що дозволяє їм певною мірою не допускати втручання інститутів Європейського Союзу у внутрішні справи і проводити за потреби незалежну зовнішню політику;
- існування «суверенітету» ЄС, що складається з прав реалізації суверенних прав і окремих повноважень, переданих йому урядами держав-членів;
- поєднання колективно виробленої політики на рівні інститутів ЄС з відносно автономною політикою держав-членів;
- здійснення управлінських функцій через мережі суб'єктів, які включають національні уряди, наднаціональні інститути, регіональні уряди та інститути громадського суспільства;
- безпосередня участь громадян ЄС у виборах Європейського парламенту, який поступово розширює свої повноваження, наближаючись за роллю і виконуваними функціями до національного парламенту;
- співпраця національних, наднаціональних і субнаціональних владних структур щодо прийняття найбільш важливих рішень з усе ширшого кола важливих питань суспільного життя.
Концептуалізація багаторівневої структури управління ЄС і держав-членів, що його утворюють, стала результатом поступового досягнення компромісу між прибічниками, з одного боку, ідеї федерації ЄС і, з другого — перетворення його на нехай і не типову, проте все ж міжнародну організацію.
Слід зазначити, що реалізація концепції багаторівневої структури управління, на думку багатьох дослідників, цілком відповідає потребам сучасного стану інтеграційного процесу, перетворенню Європейського Союзу на утворення, що поєднує федеративні та конфедеративні риси, що ніяк не заважає поглибленню інтеграції, її поширення на все нові сфери суспільного життя. Дана концепція відповідає принципам лояльного співробітництва, субсидіарності і пропорційності, які закріпленні в установчих договорах і характеризують відносини між Європейським Союзом і державами-членами.

## Суверенні права держави, співвідношення з державним суверенітетом
Суверенні права — це необхідні для існування і розвитку держави правові можливості, які визнаються невід'ємними, мають бути загальними і рівними для кожної країни, якими вона наділяє себе своєю волею.
Ознаки суверенних прав:
1. Суверенні права є складовою державного суверенітету; це взаємообумовлені явища, що співвідносяться як «частини» і «ціле», проте їх неприпустимо ототожнювати.
2. Суверенні права держави в певному сенсі можуть бути охарактеризовані як природні подібно до прав людини, оскільки пов'язані із самим фактом існування держави, внаслідок чого їх виникнення не залежать від неправових чинників.
3. Суверенні права іманентні державі, є невід'ємними, оскільки ніким державі не даровані, а тому не можуть бути ані відібрані в неї, ані обмежені в обсязі.
4. Оскільки держави визнаються юридично рівними, вони мають загальні і рівні суверенні права, якими можуть користуватися на свій розсуд,
5. Перелік та зміст суверенних прав є конкретно-історичними, на різних етапах історії вони мають відмінності.
Як відомо, суверенітет не виключає можливості його реалізації через участь держави в діяльності міждержавних утворень. На думку науковців, зокрема Ю. А. Тихомирова, передача окремих суверенних прав і повноважень державою наднаціональним структурам не означає заперечення або звуження суверенних прав. При цьому передане право реалізації прав і повноважень компенсується набуттям так званих загальносистемних повноважень.
До категорії «суверенні права» апелюють як міжнародно-правові документи, так і конституційне законодавство держав.
Так, Декларація про принципи міжнародного права, що стосуються дружніх відносин і співробітництва між державами згідно зі Статутом ООН, передбачає, що жодна держава не вправі ані застосовувати, ані заохочувати застосування економічних, політичних заходів з метою добитися підкорення собі іншої держави у здійсненні своїх суверенних прав. Крім того, Декларація містить посилання на принцип суверенної рівності країн, зміст якої полягає у такому: усі держави юридично рівні; вони мають однакові права і обов'язки, є рівноправними членами міжнародного співтовариства; кожна держава користується правами, властивими повному суверенітету.
У розгорнутішому вигляді цей принцип викладено у Заключному акті Наради з безпеки і співробітництва в Європі, у ст. 1 якого констатується, що держави-учасниці будуть поважати всі права, що властиві суверенітету держави і охоплюються ним, до яких належить, зокрема, право кожної держави на юридичну рівність, на територіальну цілісність], на свободу і політичну незалежність. Вони будуть поважати право вільно обирати і розвивати свої політичні, соціальні, економічні і культурні системи, право встановлювати свої закони і адміністративні правила.